# Glacier Coleman
Le glacier Coleman est un glacier situé en Antarctique, s'épanchant vers l'ouest depuis le mont Andrus, dans la partie sud de la chaîne Ames, dans la Terre Marie Byrd.
Il a été cartographié par l'USGS à partir de relevés de terrain et de photos aériennes de l'US Navy en 1959-1965. Il a été nommé par l'US-ACAN d'après le sergent-chef Clarence N. Coleman, de l'United States Army, un membre de l'Army–Navy Trail Party qui a traversé vers de l'est pour établir la station Byrd en 1956.

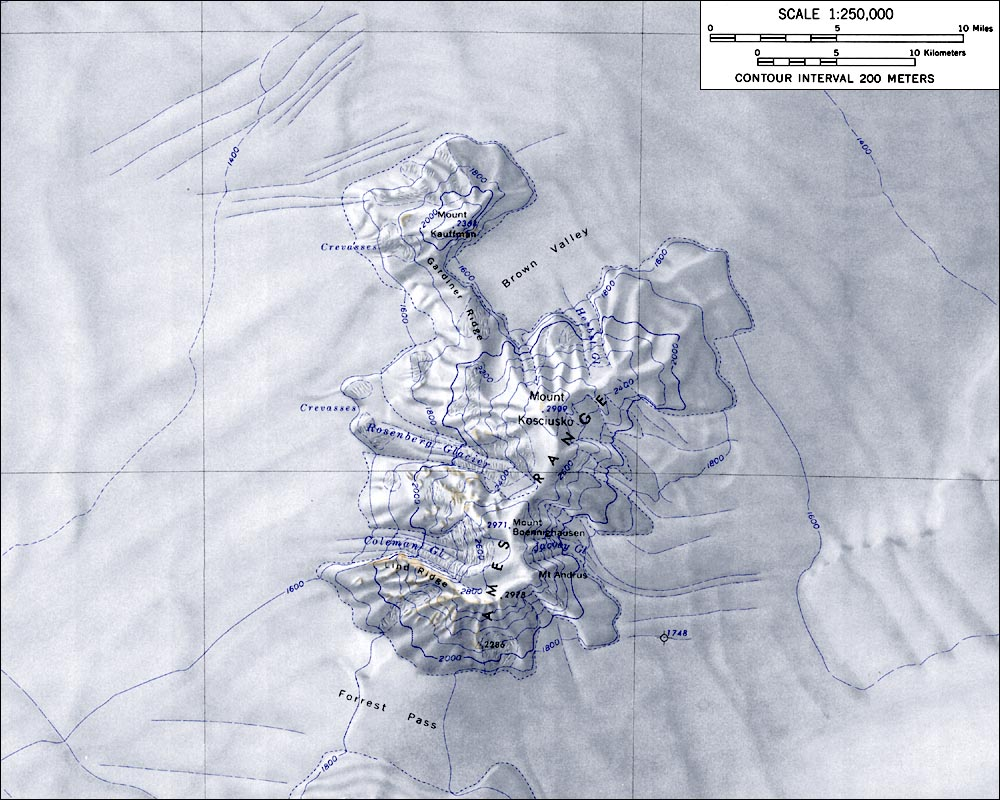
Carte topographique de la chaîne d'Ames (échelle 1/250000) extraite de l'USGS Mount Kosciusko.